# Solenopsis robusta
Solenopsis robusta är en myrart som beskrevs av Bernard 1950. Solenopsis robusta ingår i släktet eldmyror, och familjen myror. Inga underarter finns listade i Catalogue of Life.